# Парижки договор (1898)
Договорът за мир между Съединените американски щати и Кралство Испания, известен като Парижкия договор от 1898 г. е подписан на 10 декември 1898 г. и слага край на Испанско-американската война.
Съгласно него Испания се отказва от всякакви претенции за суверенитет и собственост върху територии, описани там като остров Пуерто Рико и други острови, които са под испански суверенитет в Западните Индии и остров Гуам в Марианските или Ладронски острови, архипелага, известен като Филипински острови към Съединените щати. Отстъпването на Филипините включва компенсация от 20 милиона долара от Съединените щати за Испания.
Договорът влиза в сила на 11 април 1899 г., когато са разменени ратификационните документи. Това е първият договор между двете правителства след Договора Адамс-Онис от 1819 г.
Парижкият договор бележи края на Испанската империя, с изключение на някои малки владения. Има голямо културно въздействие в Испания, известна като "Поколението на '98". Той бележи началото на Съединените щати като световна сила. В САЩ много поддръжници на войната се противопоставят на договора, който се превръща в един от основните въпроси на изборите през 1900 г., когато е оспорен от демократа Уилям Дженингс Брайън, който се противопоставя на империализма. Републиканският президент Уилям Маккинли подкрепя договора и лесно е преизбран.

## Последици

### САЩ
Победата в Испанско-американската война прави Съединените щати в световна сила, тъй като завоюването на териториите Гуам, Пуерто Рико и Филипините разширява икономическото им господство в Тихия океан. Техният растеж продължава да оказва влияние върху външната и икономическата политика на САЩ през следващия век. Освен това значителната роля на Маккинли в напредването на ратификацията на договора трансформира президентския кабинет от по-слаба позиция в прототип на по-силното президентство, което се вижда повече днес.

### Испания
Поколението на '98 в Испания се състои от тези испански писатели, дълбоко повлияни от събитията и ангажирани с културно и естетическо обновление. Те са свързани с модернизма. Терминът се отнася до моралната, политическа и социална криза в Испания, породена от унизителната загуба на световната империя. Интелектуалците са известни със своята критика към испанските литературни и образователни институции, които те виждат като потънали в конформизъм, невежество и липса на какъвто и да е истински дух. Тяхната критика е съчетана и силно свързана с неприязънта на групата към Движението за възстановяване, което се появява в испанското правителство.

### Филипините
Филипинските революционери обявяват независимост от Испания на 12 юни 1898 г. и се противопоставят на налагането на американския суверенитет. Битката при Манила от 1899 г. между американските и филипинските сили на 4-5 февруари 1899 г. разпалва филипинско-американската война, която завършва с американска победа през 1902 г.